# Guy de Chauliac

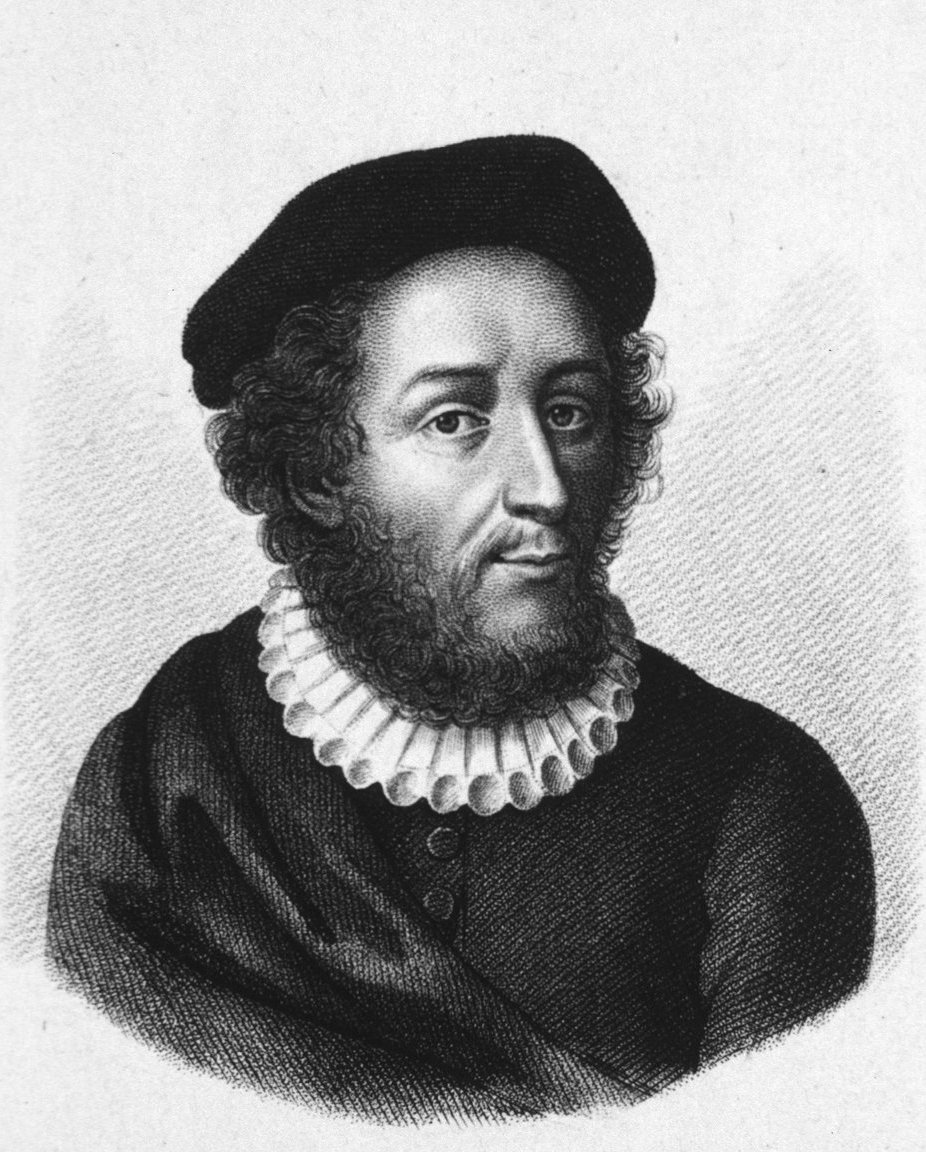
Guy de Chauliac

Guy de Chauliac (ur. ok. 1300 w Chaulhac, zm. 25 lipca 1368 w Awinionie) – francuski chirurg, bywa określany jako "ojciec chirurgii". 
Służył jako lekarz papieża Klemensa VI i jego dwóch następców. Większość życia spędził w Awinionie, gdzie przeżył pandemię dżumy. Napisał dzieło Chirurgia magna (1363).

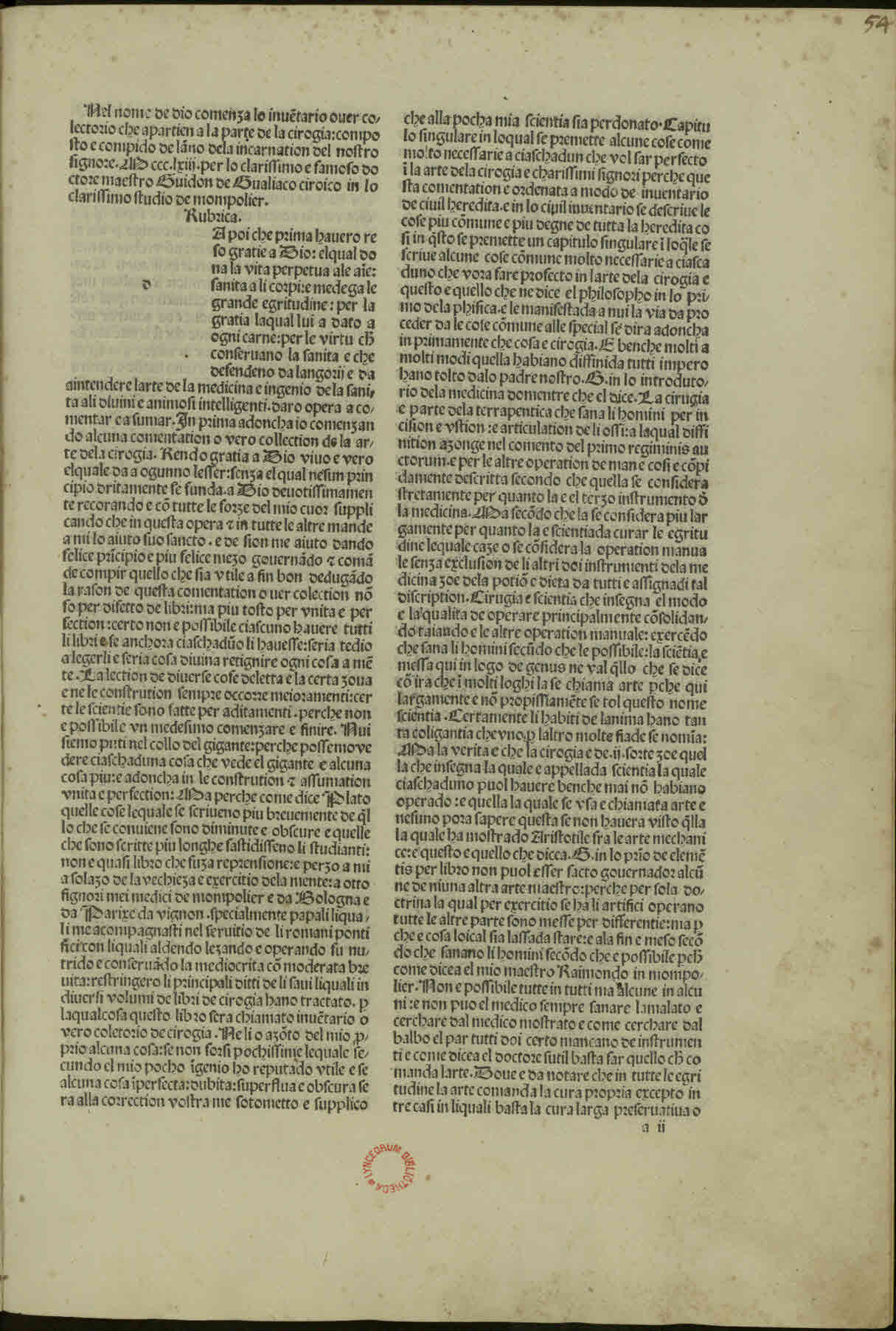
Chirurgia, 1493